# Leptopsalis modesta
Leptopsalis modesta is een hooiwagen uit de familie Stylocellidae. De originele naamcombinatie (protoniem) was Stylocellus modestus Hansen & Sørensen, 1904.